# Mark V Composite en servei estonià
El tanc britànic Mark V Composite, va ser un model del Tanc Mark I que es va veure en servei en l'Exèrcit estonià a la Guerra d'independència d'Estònia del 1919 al 1920.

## Disseny i desenvolupament
En un principi, el Mark V havia de ser un disseny completament nou. No obstant això, el desembre de 1917, el motor nou desitjat i la transmissió ja estava disponible, aquest disseny va ser abandonat i la designació va canviar a una versió millorada del Mark IV, de fet el Mark IV era en un principi construït per tenir: més potència (150 bhp) amb un nou motor Ricardo, un mecanisme millorat de direcció i transmissió epicíclica, i només es necessitava un conductor. La cabina pel tirador era al sostre. Se'n van construir 400, 200 de cada de Mascles i Femelles. Alguns van ser convertits a Hermafrodites retirant els sponsons per donar lloc a un canó de 6 pounder i una metralladora extra.

## Galeria

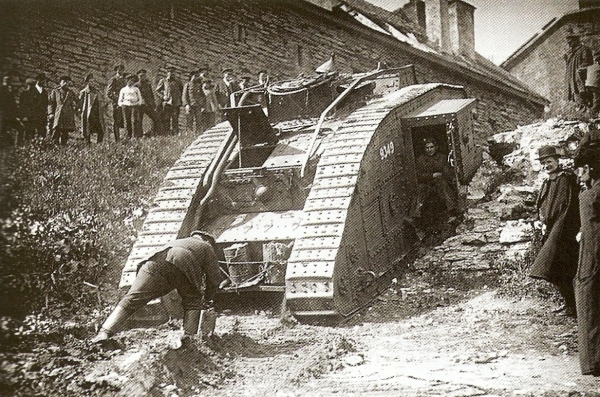
Demostració a prop de la platja a les portes de Tallinn (1920)
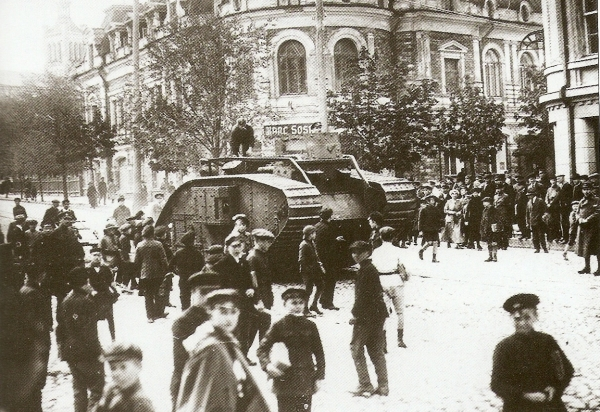
Conduint al llarg del carrer Pärnu (1920)
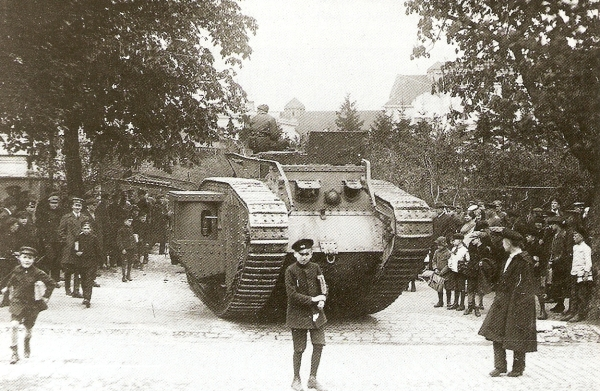
Conduint per Tallinn (1920)
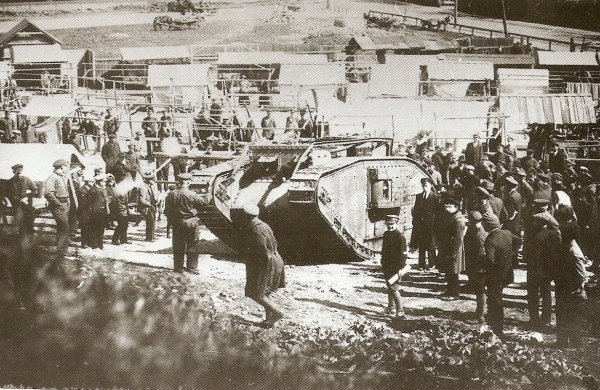
Conduint a la platja a les portes de Tallinn (1920)
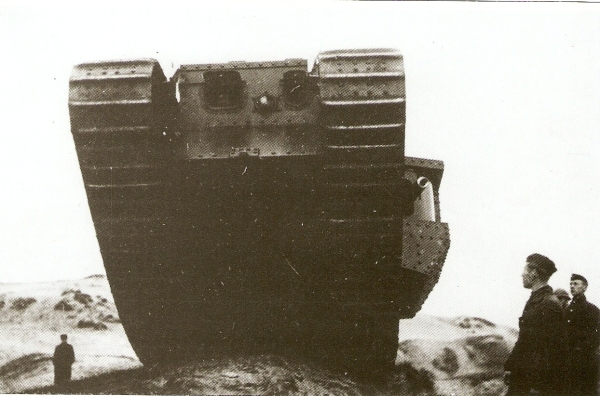
Vista frontal del tanc Mark V